# Хапаранда (коммуна)

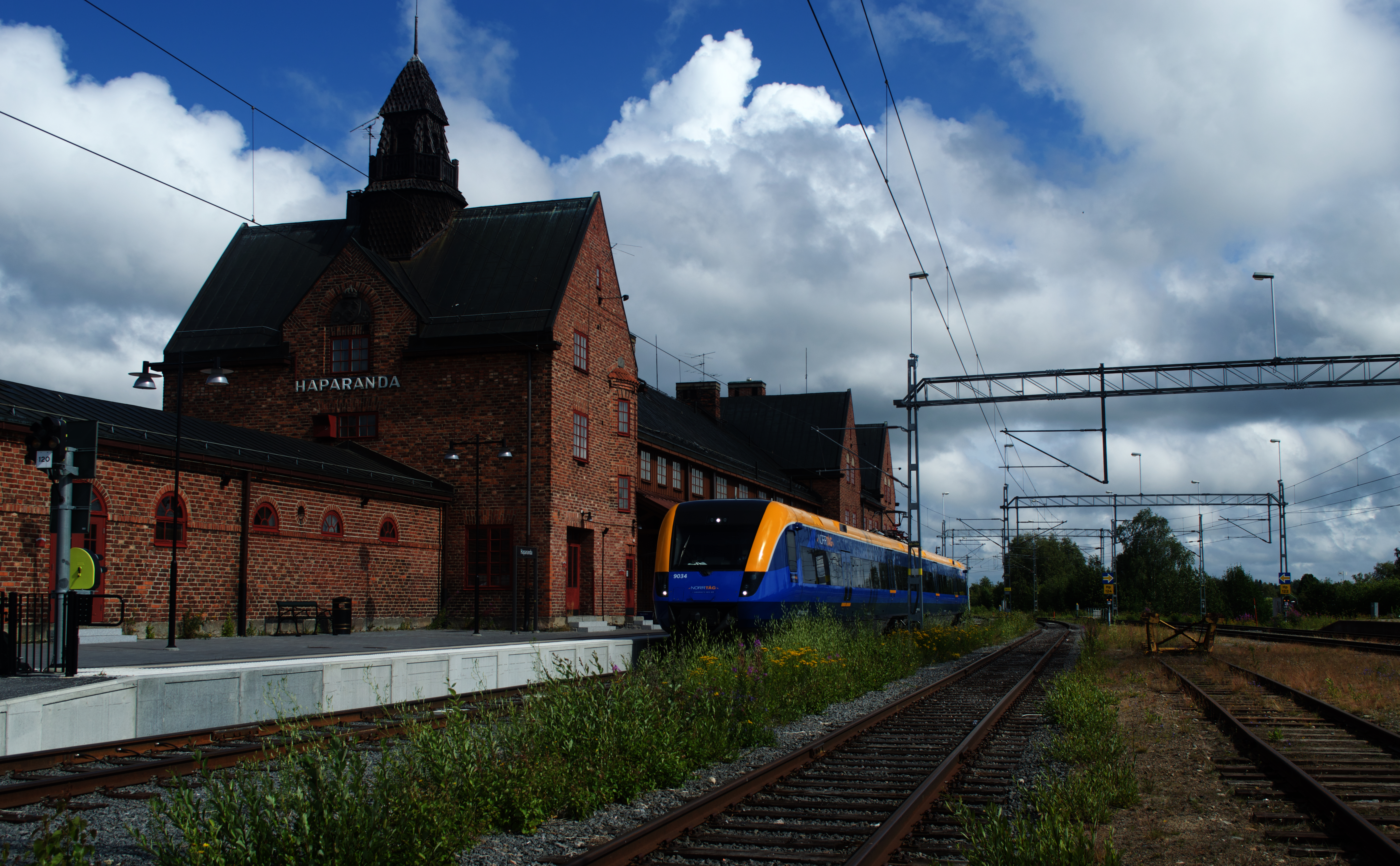
Железнодорожная станция Хапаранда

Хапара́нда (швед. Haparanda kommun) — коммуна на севере Швеции, в лене Норрботтен. Административный центр — одноимённый город. Площадь — 961,5 км². Население по данным на 2012 год составляет 10 007 человек. Коммуна расположена западнее нижнего течения реки Турнеэльвен, у впадения её в Ботнический залив. По реке проходит граница с Финляндией, столица коммуны практически образует один город с городом Торнио на другом берегу. В Швеции Хапаранда граничит с коммунами Эвертурнео (на севере) и Каликс (на западе).  Упоминается в рекламе IKEA.

## Население

### Динамика численности населения
- 1970 г. — 8893 чел.
- 1980 г. — 9672 чел.
- 1990 г. — 10 517 чел.
- 2000 г. — 10 412 чел.
- 2008 г. — 10 173 чел.

### Основные населённые пункты
| # | Населённый пункт | Население |
| - | ---------------- | --------- |
| 1 | Хапаранда        | 4,778     |
| 2 | Мариелунд        | 1,865     |
| 3 | Сескарё          | 498       |
| 4 | Никкала          | 447       |
| 5 | Карунги          | 232       |

## Климат
| Показатель              | Янв.  | Фев.  | Март | Апр. | Май  | Июнь | Июль | Авг. | Сен. | Окт. | Нояб. | Дек. | Год   |
| ----------------------- | ----- | ----- | ---- | ---- | ---- | ---- | ---- | ---- | ---- | ---- | ----- | ---- | ----- |
| Средняя температура, °C | −11,1 | −11,4 | −7,4 | −1,1 | 5,1  | 12,0 | 15,5 | 13,2 | 7,9  | 1,8  | −4,1  | −8,7 | 0,9   |
| Норма осадков, мм       | 40,3  | 31,3  | 27,9 | 28,4 | 30,8 | 38,9 | 48   | 60,2 | 61,8 | 57,7 | 54,9  | 40   | 520,8 |
| Источник: World Climate |       |       |      |      |      |      |      |      |      |      |       |      |       |

## Города-побратимы
У Хапаранды 4 города-побратима:
- Хаммерфест, Норвегия
- Икаст, Дания
- Ковдор, Россия[3]
- Ширвинтос, Литва